# 敵討
敵討（かたきうち）または仇討ち（あだうち）は、主君や直接の尊属を殺害した者に対して私刑として復讐を行った日本の制度。武士が台頭した中世期からの慣行であり、江戸期には警察権の範囲として制度化された。

## 歴史
『日本書紀』巻十四雄略紀には、安康天皇3年（456年）に起きた「眉輪王の変」の記事があり、これが史料に残る最古の敵討事件とされる。眉輪王の義理の父にあたる安康天皇はかつて眉輪王の父である大草香皇子を殺し、母である中磯皇女を自らの妃とした。安康天皇はある日ふとその事を漏らし、それを聞いた眉輪王は安康天皇が熟睡しているところを刺し殺した。事件後、その動機を追及された眉輪王は「臣元不求天位、唯報父仇而已（私は皇位を狙ったのではない、ただ父の仇に報いただけだ）」と答えている。
その後、仇討ちは、中世の武士階級の台頭以来、その血族意識から起こった風俗として広く見られるようになり、江戸幕府によって法制化されるに至ってその形式が完成された。江戸時代において殺人事件の加害者は、原則として公権力（幕府・藩）が処罰することとなっていた。しかし、加害者が行方不明になり、公権力がこれを処罰できない場合には、被害者の関係者に処罰を委託する形式をとることで、仇討ちが認められた。
敵討の範囲は、父母や兄等の尊属が殺害された場合に限られ、卑属（妻子や弟・妹を含む）に対するものは基本的に認められなかった。また、主君に対するものなど、血縁関係のない者について行われることは少なかった。
士分の場合は主君の免状を受け、他国へわたる場合には奉行所への届出が必要で、町奉行所の敵討帳に記載され、謄本を受け取る。無許可の敵討の例もあったが、現地の役人が調査し、敵討であると認められなければ殺人として罰せられた。また、敵討を果たした者に対して、討たれた側の関係者がさらに復讐をする重敵討は禁止されていた。
敵討の許可されたのは、基本的に士分のみであったが、それ以外の身分でも敵討を行う者はまま見られた。しかし、上記のような手続きを踏まなかった士分の敵討同様、ほとんどの場合大目に見られ、むしろ「孝子の所業」として賞賛されることも多かった。また、武家の当主が殺害された場合、その嫡子が敵討ちしなければ、家名の継承が許されないとする慣習も広く見られた。
なお、敵討は即ち決闘であるため、敵とされる側にもこれを迎え撃つこと（正当防衛）が認められており、敵側が仇討ち側を殺害した場合は「返り討ち」と呼ばれた。
近親者を殺されたことに対する復讐の例は、南イタリアを始めとして、世界各地で見られるが、江戸時代の敵討は、喧嘩両成敗を補完する方法として法制化されていたことと、主眼は復讐ではなく武士の意地・面目の維持とされていた点に特徴がある。
特に江戸時代には、敵討の中でも曾我兄弟の仇討ち（1193年、『曽我物語』）、鍵屋の辻の決闘（1634年）、赤穂事件（1702年、『忠臣蔵』）は「三大仇討ち」と呼ばれて美化され、多くの作品で人々に親しまれた。ただし、赤穂事件は、主君・浅野の代わりに、その家臣が、吉良を討った事件であるため、「仇討ち」とみなすか単なる「復讐」とみなすか、その意義をめぐっては論争がある。
明治になると、司法卿の江藤新平らによる司法制度の整備が行われ、1873年（明治6年）2月7日、政府は第37号布告で敵討禁止令を発布し、敵討は禁止された。

## 御成敗式目と敵討
御成敗式目（貞永式目）第十条には、殺人や傷害、役職目的の殺人や強盗殺人の規定があるが、このなかに敵討の禁止を定める規定がある。
現代訳：（大意）子や孫が父祖の仇を殺した場合、（殺人をおかした犯人の）父や祖父がそのことを知らなくても同じ罪（死刑か流罪･財産没収）を課せられる。父祖の憤りを充たすために宿願を遂げたのであるから。
父祖が死亡している場合はもとより無関係であるが、父祖が存命中に子孫が父祖のために敵討をすれば、父祖も連座で罰せられるとの規定である。御成敗式目では父祖のための敵討は処罰の対象とされており、江戸時代に見られる敵討の文脈とは異なるものである。曾我兄弟の仇討ちでは敵討後に捕えられた弟・曾我五郎時致は斬首されており、源頼朝の代の先例に準じる御成敗式目の規定はこの処置に沿っている。

## 女敵討
妻が姦通した際に姦通相手と妻を殺害することを女敵討（めがたきうち、「妻敵討ち」とも表記する）という。姦通が表沙汰になった際の女敵討は武士にとっては義務であったが、たとえ達成しても名誉にはならないため、表沙汰にせずに内々で示談にするケースもあった。しかしながら、江戸町奉行所の「公儀御帳」によれば、通常の仇討ちが元禄年間（1688 - 1703年）を過ぎると減少するのに対して、女敵討は宝永年間（1704 - 1710年）以降に増加している。とくに、享保年間（1716 - 1735年）では届け出のあった仇討ちの半数は女仇討である。なお、庶民の場合でも、このようなケースでは殺人罪にはならない。
制度化されたのは、戦国期からだが、鎌倉期には妻敵討ちを題材とした話が『沙石集』にはあり（蛇が妻を姦通していたものの、夫は杖打ちで許して殺さなかった。しかし蛇達はこれを許さず、姦通した蛇を噛み殺し、男にわびたというもの）、慣習としてあったことがわかる（密懐法も参照）。文明11年（1479年）の事件を機に室町幕府が当事者双方（妻の方も）死罪とする判例を出したため、その後の諸々の戦国分国法においても当事者双方を死罪とすると明記するようになる。

## 代表的な仇討事件
以下は代表的な仇討ち事件：
- 曾我兄弟の仇討ち
- 大河兼任の乱
- 源実朝の暗殺
- 山崎の戦い
- 天下茶屋の仇討
- 伊賀越えの仇討ち
- 浄瑠璃坂の仇討
- 亀山の仇討ち
- 高田馬場の仇討ち
- 赤穂浪士の討ち入り
- 臼井六郎仇討事件

仇を討つ討手は、武士はいうまでもないが、町人、農民もおり、幕末に向かって農民が増えた。またその大部分は子、弟妹、妻、臣、弟子、友人などであり、性別ではその大部分は男性であるが、享保8年、奥州白鳥明神前の敵討は姉妹であった。
討手の年齢は、若いものでは白鳥明神前の敵討の妹は13歳、西岸寺河原仇討の岩井善次郎は13歳、摂津芥川敵討の松下助三郎は14歳、赤穂浪士の大石主税は15歳であった。
また敵討に要する時間は享保7年、相模国鎌倉山田原での敵討（伊東はる）は28年間であった。最長は嘉永6年に母の仇を討った「とませ」の53年である。2番目は久米幸太郎による仇討の41年である。
成功率は数パーセントであったといわれる。
なかには返り討ちにあった崇禅寺馬場の仇討のようなものもあり、また芥川の敵討のように、 AがBを殺害すると、 Aの父が処刑され、したがってAがBの近親を討ち、 Bの近親の子がAを討つというような複雑なものもあった。
討手の人数は、1人または2人が多く、これに助太刀が加わることもあり、赤穂浪士の47人というのは異例に属する。

## 仇討ちを題材とした代表的な文芸作品
- 古典
  - 民話 『さるかに合戦』
- 能
  - 曽我もの 『小袖曽我』『夜討曽我』『調伏曽我』『禅師曽我』など
  - その他 『望月』『放下僧』ほか多数
- 歌舞伎
  - 忠臣蔵もの 『仮名手本忠臣蔵』ほか多数（史実で高師直を討ったのは塩冶家の浪人ではなく、上杉能憲とその家臣で、師直に殺された養父・上杉重能の仇討ちである。）
  - 曾我もの 『寿曾我対面』『助六』『外郎売』ほか多数
- 読本
  - 曲亭馬琴『南総里見八犬伝』
- 落語
  - 『宿屋仇』
  - 『高田馬場』
  - 『花見の仇討ち』
- 時代小説
  - 三上於菟吉『雪之丞変化』
  - 芥川龍之介『或敵打の話』『或日の大石内蔵助』
  - 菊池寛『仇討禁止令』『恩讐の彼方に』『仇討三態』
  - 森鷗外『護持院原（ごじいんがはら）の敵討』
  - 長谷川伸『討たせてやらぬ敵討』
  - 山本周五郎『五瓣の椿』
  - 直木三十五『荒木又右衛門』『仇討』
  - 浅田次郎『柘榴坂の仇討』
  - 吉村昭『敵討』『最後の仇討』（遺恨あり 明治十三年 最後の仇討としてドラマ化。主演：藤原竜也）
  - 滝口康彦 『くらやみ無限』（『権謀の裏』所収）※題材は久米幸太郎

ほか多数

## フィクションにおける敵討
歌舞伎や浄瑠璃の一ジャンルとして「仇討狂言」という物が存在するほど、敵討を主題とした作品は広く支持されてきた。現代でも時代劇で物語の中によく取り取り入れられることが多い。漫画や小説、映画などでも、主要人物の行動原理としてしばしば採用される。特にサスペンスや推理小説といったフィクションでは犯人の犯行動機として設定されることが多い。現実の刑事事件でも復讐を目的として犯行に至った例は見られる。
- 空想現代小説
  - 筒井康隆『ワイド仇討』
- 漫画
  - 森川久美『シメール』
  - 松本次郎『フリージア』
  - くるねこ大和『やつがれと橘の木』